# Rainha Hispano-Americana
Rainha Hispano-Americana (em espanhol Reina Hispanoamericana) é um tradicional concurso de beleza feminino realizado anualmente em Santa Cruz de la Sierra, na Bolívia. O certame visava eleger a melhor candidata latina, porém desde 2015 vem englobando alguns países asiáticos e europeus com suas respectivas representantes de origem hispânica, para que esta represente a hispanidade ao redor do globo. O concurso é realizado pela empresária boliviana Glória de Limpias e a atual detentora do título é filipina Dia Maté, eleita em 09 de fevereiro de 2025. 

## Vencedoras
Para ver as classificações das brasileiras neste concurso, vá até Miss Brasil Hispano-Americana.

### Reina Sudamericana
Quando o concurso abrangia somente países da América do Sul (1991 a 2006): 
     Helga Bauer perdeu o título por ter difamado a organização do concurso. Assumiu a segunda colocada. 
| Ano  | Edição | Reina                  | País      | Virreina           | País      | R      |
| 1991 | 1ª     | Patrícia Godói         | Brasil    | Vivian Brizuela    | Paraguai  | [ 3 ]  |
| 1992 | 2ª     | Francis Gago           | Venezuela | Raquel Gómez       | Colômbia  | [ 4 ]  |
| 1993 | 3ª     | Paola Vintimilla       | Equador   | Savka Pollak       | Chile     | [ 5 ]  |
| 1994 | 4ª     | Liliana Mena           | Paraguai  | Solange Pastor     | Venezuela | [ 6 ]  |
| 1995 | 5ª     | Carolina Müller        | Brasil    | Mariauxi Guzmán    | Venezuela | [ 7 ]  |
| 1996 | 6ª     | Helga Bauer            | Bolívia   | Gabriela Vergara   | Venezuela | [ 8 ]  |
| 1997 | 7ª     | Patricia Fuenmayor     | Venezuela | Verónica Larrieu   | Bolívia   | [ 9 ]  |
| 1998 | 8ª     | Susana Barrientos      | Bolívia   | Dayra Lambis       | Venezuela | [ 10 ] |
| 1999 | 9ª     | Yenny Vaca Paz         | Bolívia   | Karen Kohler       | Brasil    | [ 11 ] |
| 2000 | 10ª    | Ligia Petit            | Venezuela | Natalia Cabezas    | Uruguai   | [ 12 ] |
| 2001 | 11ª    | Rochi Stevenson        | Colômbia  | Norelys Rodríguez  | Venezuela | [ 13 ] |
| 2002 | 12ª    | Marcela Ruete          | Equador   | Irene Aguilera     | Bolívia   | [ 14 ] |
| 2003 | 13ª    | Maria Cecilia Valarini | Brasil    | Fernanda Tóndolo   | Venezuela | [ 15 ] |
| 2004 | 14ª    | Tania Domanickzy       | Paraguai  | Mónica Jaramillo   | Colômbia  | [ 16 ] |
| 2005 | 15ª    | Diana Cepeda           | Colômbia  | Priscila Astudillo | Equador   | [ 17 ] |
| 2006 | 16ª    | Francine Eickemberg    | Brasil    | Ana María Ortiz    | Bolívia   | [ 18 ] |

### Reina Hispanoamericana
Quando o concurso abriu as portas a outros continentes (desde 2007): 
     Laura Zúñiga foi destronada por ter sido presa por tráfico de drogas. Assumiu a segunda colocada. 
| Ano  | Edição                                                          | Reina                                                           | País                                                            | Virreina                                                        | País                                                            | R                                                               |
| 2007 | 1ª                                                              | Massiel Taveras                                                 | República Dominicana                                            | Jane Borges                                                     | Brasil                                                          | [ 20 ]                                                          |
| 2008 | 2ª                                                              | Laura Zúñiga                                                    | México                                                          | Vivian Noronha                                                  | Brasil                                                          | [ 21 ]                                                          |
| 2009 | 3ª                                                              | Adriana Vasini                                                  | Venezuela                                                       | Sandra Vinces                                                   | Equador                                                         | [ 22 ]                                                          |
| 2010 | 4ª                                                              | Gabriela Medina                                                 | Venezuela                                                       | Egni Eckert                                                     | Paraguai                                                        | [ 23 ]                                                          |
| 2011 | 5ª                                                              | Evalina van Putten                                              | Curaçao                                                         | María-Jesús Matthei                                             | Chile                                                           | [ 24 ]                                                          |
| 2012 | 6ª                                                              | Sarodj Bertin                                                   | Haiti                                                           | Juliana Sampaio                                                 | Espanha                                                         | [ 25 ]                                                          |
| 2013 | 7ª                                                              | María Alejandra Lopez                                           | Colômbia                                                        | Yaritza Reyes                                                   | República Dominicana                                            | [ 26 ]                                                          |
| 2014 | 8ª                                                              | Romina Rocamonje                                                | Bolívia                                                         | Vanessa López                                                   | México                                                          | [ 27 ]                                                          |
| 2015 | 9ª                                                              | Sofía del Prado                                                 | Espanha                                                         | Laura Garcete                                                   | Paraguai                                                        | [ 28 ]                                                          |
| 2016 | 10ª                                                             | María Camila Soleibe                                            | Colômbia                                                        | Magdalena Chiprés                                               | México                                                          | [ 29 ]                                                          |
| 2017 | 11ª                                                             | Winwyn Marquez                                                  | Filipinas                                                       | Akisha Albert                                                   | Curaçao                                                         | [ 30 ]                                                          |
| 2018 | 12ª                                                             | Nariman Battikha                                                | Venezuela                                                       | Isabele Pandini                                                 | Brasil                                                          | [ 31 ]                                                          |
| 2019 | 13ª                                                             | Regina Peredo                                                   | México                                                          | Gabrielle Vilela                                                | Brasil                                                          | [ 32 ]                                                          |
| 2020 | Concurso não realizado este ano devido a pandemia de Covid-19.  | Concurso não realizado este ano devido a pandemia de Covid-19.  | Concurso não realizado este ano devido a pandemia de Covid-19.  | Concurso não realizado este ano devido a pandemia de Covid-19.  | Concurso não realizado este ano devido a pandemia de Covid-19.  | Concurso não realizado este ano devido a pandemia de Covid-19.  |
| 2021 | 14ª                                                             | Andrea Bazarte                                                  | México                                                          | Ana Lucia Tejeira                                               | Panamá                                                          | [ 33 ]                                                          |
| 2022 | 15ª                                                             | Arlette Rujel                                                   | Peru                                                            | Adriana Pérez                                                   | Venezuela                                                       | [ 34 ]                                                          |
| 2023 | Concurso não realizado devido a falta de patrocinadores locais. | Concurso não realizado devido a falta de patrocinadores locais. | Concurso não realizado devido a falta de patrocinadores locais. | Concurso não realizado devido a falta de patrocinadores locais. | Concurso não realizado devido a falta de patrocinadores locais. | Concurso não realizado devido a falta de patrocinadores locais. |
| 2024 | 16ª                                                             | Maricielo Gamarra                                               | Peru                                                            | Fernanda Rojas                                                  | Venezuela                                                       | [ 35 ]                                                          |
| 2025 | 17ª                                                             | Dia Maté                                                        | Filipinas                                                       | Sofía Fernández                                                 | Venezuela                                                       | [ 36 ]                                                          |

### Hall of Fame

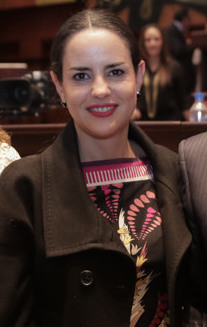
Paola Vintimilla, 1993, Equador.
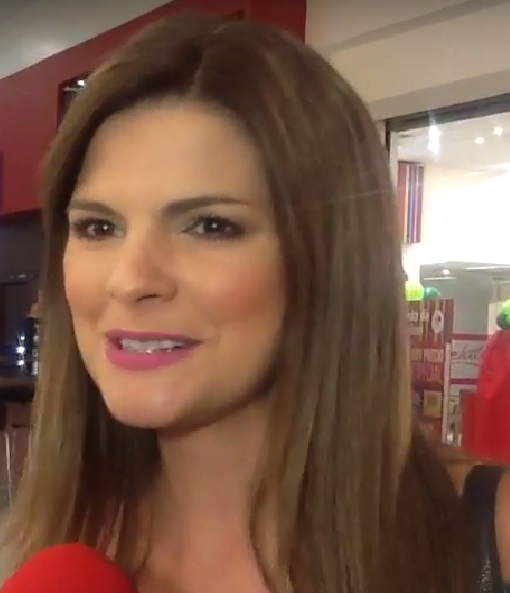
María Stevenson, 2001, Colômbia.
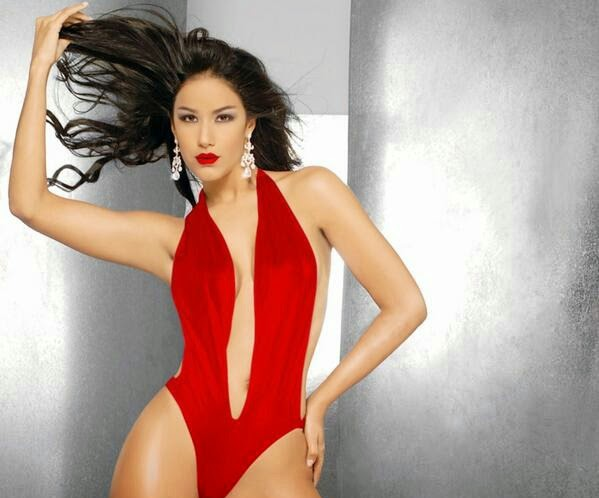
Massiel Taveras, 2007, Rep. Dominicana.
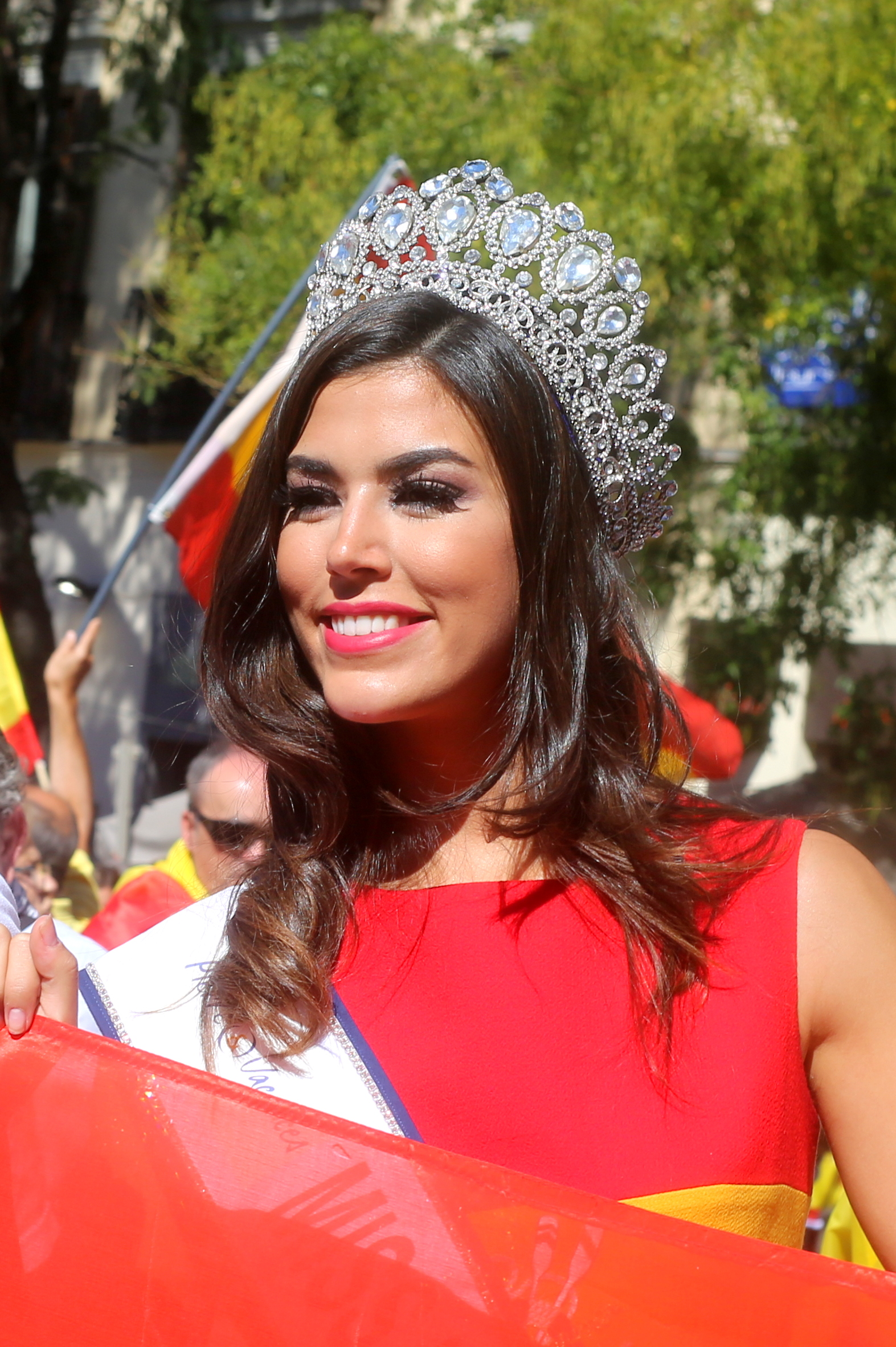
Sofía del Prado, 2015, Espanha.

### Títulos por País
| País                 | Qtd | Títulos                                  |
| Venezuela            | 7   | 1992, 1996, 1997, 2000, 2009, 2010, 2018 |
| Brasil               | 5   | 1991, 1995, 2003, 2006, 2008             |
| Colômbia             | 4   | 2001, 2005, 2013, 2016                   |
| Bolívia              | 3   | 1998, 1999, 2014                         |
| Filipinas            | 2   | 2017, 2025                               |
| Peru                 | 2   | 2022, 2024                               |
| México               | 2   | 2019, 2021                               |
| Paraguai             | 2   | 1994, 2004                               |
| Equador              | 2   | 1993, 2002                               |
| Espanha              | 1   | 2015                                     |
| Haiti                | 1   | 2012                                     |
| Curaçao              | 1   | 2011                                     |
| República Dominicana | 1   | 2007                                     |